# Три брати (пам'ятка природи)
«Три брати» — ботанічна пам'ятка природи місцевого значення. Пам'ятка природи розташована на території Бориспільського району Київської області. 
Пам’ятка розташовується в межах с. Стовп’яги Бориспільського району. Оголошена рішенням Київської обласної ради XXIV скликання від 20 листопада 2003 р. №133-10-XXIV.
Кургани «Три брати» є трьома курганами, зайнятими угрупованнями ковили волосистої та типчака валійського. Кургани є унікальними осередками зростання видів, занесених до Червоної книги України – ковили волосистої, астрагалу шерстистоквіткового та горицвіту весняного.

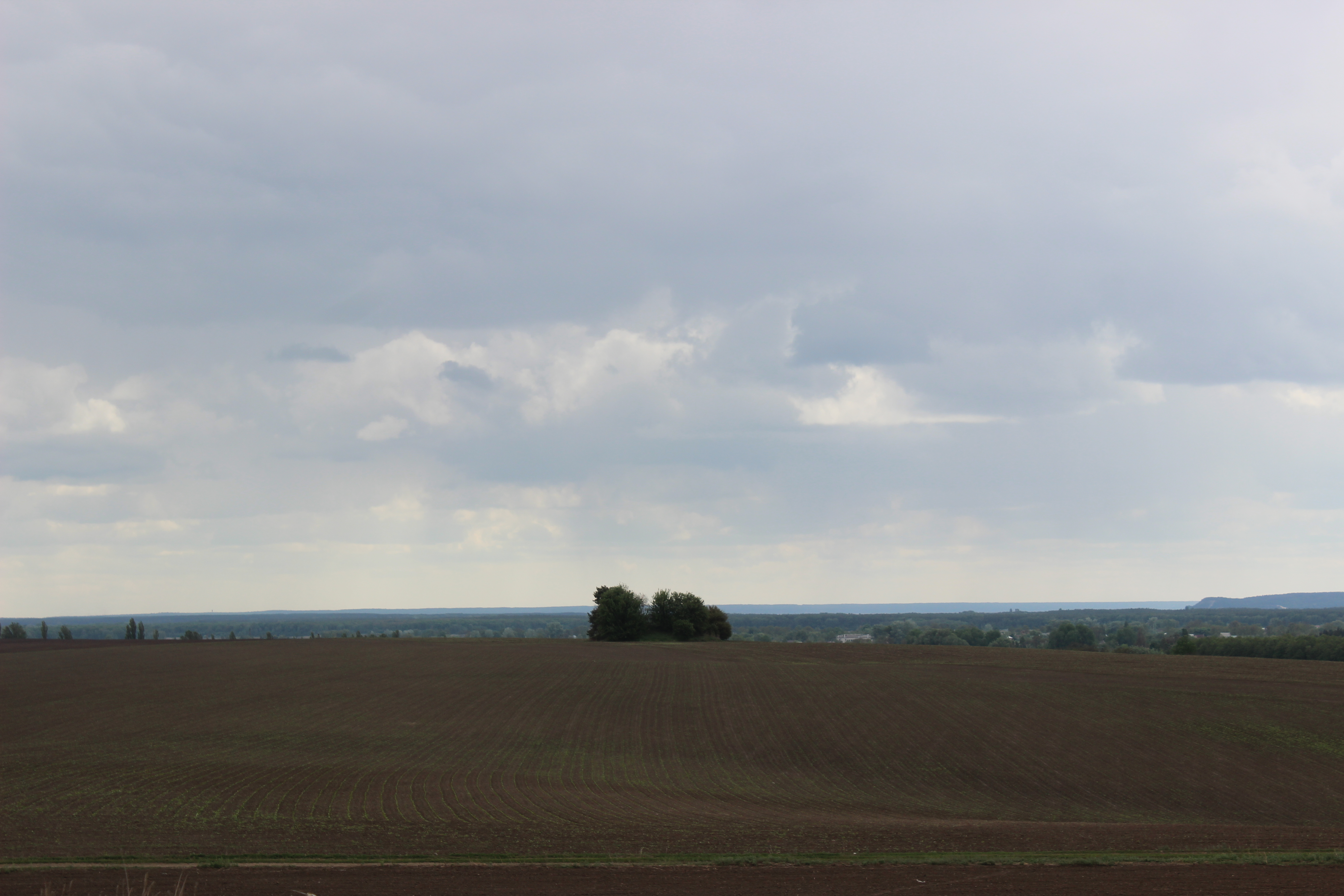
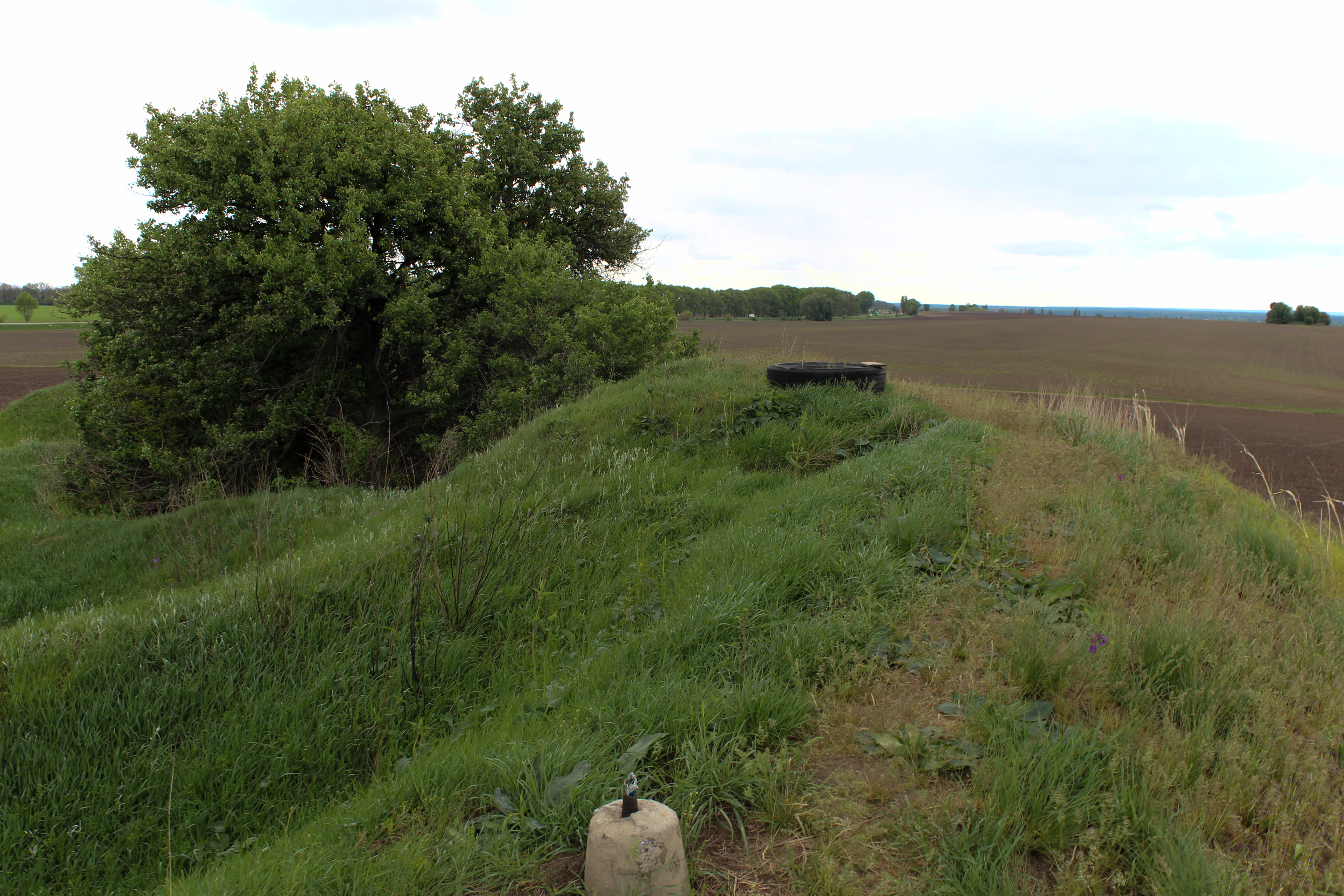
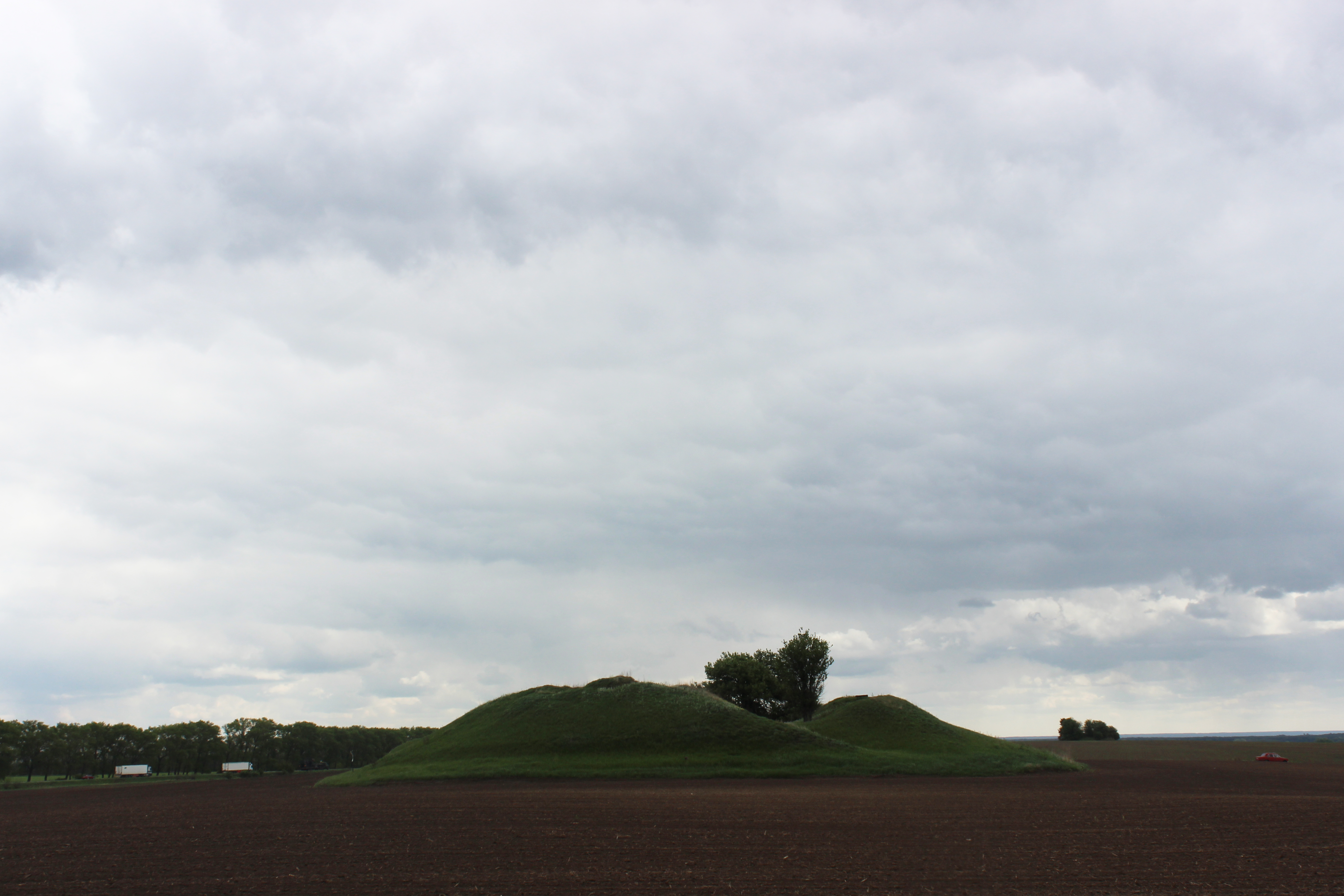